# シーザー・プリエト
- セサル・プリエト

シーザー・プリエト（César Prieto, 1999年5月10日 - ）は、キューバのシエンフエーゴス州アブレウス出身のプロ野球選手（二塁手）。右投左打。MLBのセントルイス・カージナルス傘下所属。

## 経歴

### キューバ時代
2017年にキューバ国内リーグのエレファンテス・デ・シエンフエーゴスと契約した。同リーグの新人最多安打記録を更新し、2020-21シーズンは74試合に出場して打率.403を記録した。
2021年5月に同年行われる東京オリンピックのアメリカ大陸予選のキューバ代表に選出されたが、
予選が行われるアメリカのフロリダ州に到着した数時間後に亡命した。

### オリオールズ傘下時代
2022年1月17日にアマチュア・フリーエージェントでボルチモア・オリオールズと契約してプロ入り。契約金は75万ドル。

### カージナルス傘下時代
2023年8月1日にドリュー・ロムとザック・ショーウォルターと共にジャック・フラハーティとのトレードでセントルイス・カージナルスへ移籍した。